# Santa Marta (Nápoly)
A Santa Marta egy templom Nápolyban a Via Benedetto Croce és a Via San Sebastiano utak kereszteződésénél. A templom építését a 15. században rendelte el Durazzói Mária. A 17. században a Masaniello-felkelés során a spanyol seregek elfoglalták és súlyosan megrongálták. Később Andrea Vaccaro tervei alapján építették újra. Belső díszítéseinek javarésze a 19. századból származik. Homlokzatán még jól láthatók a 15. században divatos katalán stílus vonásai.